# Cytisus wulfii
Cytisus wulfii là một loài thực vật có hoa trong họ Đậu. Loài này được V.I.Krecz. miêu tả khoa học đầu tiên.